# Mistrzostwa Świata Juniorów w Snowboardzie 1999
Mistrzostwa Świata juniorów w Snowboardzie 1999 – trzecie mistrzostwa świata juniorów w snowboardzie. Odbyły się w dniach 27–28 lutego 1999 roku we włoskim ośrodku narciarskim Seiser Alm.

## Wyniki

### Mężczyźni
| Konkurencja       | Data      | Złoto           | Srebro                  | Brąz          |
| Gigant równoległy | 27 lutego | Charlie Cosnier | Andreas Prommegger      | Ryan Wedding  |
| Halfpipe          | 28 lutego | Hampus Mosesson | Jonathan Collomb-Patton | Espen Arvesen |

### Kobiety
| Konkurencja       | Data      | Złoto             | Srebro            | Brąz          |
| Gigant równoległy | 27 lutego | Nina Schlegel     | Małgorzata Kukucz | Sara Fischer  |
| Halfpipe          | 28 lutego | Fabienne Reuteler | Kjersti Buaas     | Anna Olofsson |

## Tabela medalowa
| Lp. | Państwo    | złoto | srebro | brąz | Suma |
| --- | ---------- | ----- | ------ | ---- | ---- |
| 1   | Austria    | 1     | 1      | 0    | 2    |
| 1   | Francja    | 1     | 1      | 0    | 2    |
| 3   | Szwecja    | 1     | 0      | 2    | 3    |
| 4   | Szwajcaria | 1     | 0      | 0    | 1    |
| 5   | Norwegia   | 0     | 1      | 1    | 2    |
| 6   | Polska     | 0     | 1      | 0    | 1    |
| 7   | Kanada     | 0     | 0      | 1    | 1    |